# Méguet (département)
Cet article concerne le département et la commune rurale. Pour le village chef-lieu, voir Méguet.
Méguet est un département et une commune rurale de la province du Ganzourgou, situé dans la région du Plateau-Central au Burkina Faso.

## Géographie

### Démographie
- En 2003, le département comptait 34 668 habitants estimés[2].
- En 2006, le département comptait 34 780 habitants recensés[3].
- En 2019, le département comptait 50 241 habitants recensés[1].

## Administration

### Chef-lieu et préfecture
Le village de Méguet est le chef-lieu du département, administrativement dirigé par un préfet nommé par le gouvernement pour représenter localement l’État burkinabé. Sous l’autorité du haut-commissaire de la province et du gouverneur de la région, il organise les services déconcentrés de l’État, il prend en charge la gestion des espaces ruraux non urbanisés qui ne sont pas encore de compétence communale, ainsi que la concertation avec les autres collectivités voisine de la province ou la région, notamment pour les infrastructures et la protection de l'environnement et de la sécurité publique.
| Période | Période  | Identité | Fonction précédente | Observation |
| ------- | -------- | -------- | ------------------- | ----------- |
|         | En cours |          |                     |             |

### Mairie
| Période                                  | Période | Identité | Étiquette | Qualité |
| ---------------------------------------- | ------- | -------- | --------- | ------- |
|                                          |         |          |           |         |
| Les données manquantes sont à compléter. |         |          |           |         |

### Villages
Le département est composé administrativement de vingt-deux villages, dont le village chef-lieu homonyme (données de population consolidées en 2012 issues du recensement de 2006 :
- Baghin (1 123 habitants)
- Bollé (1 318 habitants)
- Boulwando (1 867 habitants)
- Dazanré (807 habitants)
- Kabouda (1 219 habitants)
- Kakim (385 habitants)
- Kanré (1 892 habitants)
- Kougdoughin (893 habitants)
- Koulwéogo (1 682 habitants)
- Lalmogo (468 habitants)
- Méguet (6 340 habitants)
- Nahoubé (1 229 habitants)
- Ouavoussé (973 habitants)
- Pimalga (769 habitants)
- Pinré (1 137 habitants)
- Tamasgo (1 840 habitants)
- Tanghin (3 216 habitants)
- Tibin (1 773 habitants)
- Vagma (1 243 habitants)
- Yama (349 habitants)
- Zémalga (3 579 habitants)
- Zinko (678 habitants)